# Microcebus arnholdi
Microcebus arnholdi is een nachtactieve dwergmaki (Cheirogaleidae) en is endemisch op Madagaskar. De wetenschappelijke naam van de soort werd in 2008 gepubliceerd door Louis et al.

## Taxonomie en naamgeving
Het eerste exemplaar was verzameld op 27 november 2005. Genetici concludeerden dat het dier een nieuwe soort is, nauw verwant aan M. sambiranensis. De wetenschappelijke naam werd geldig gepubliceerd in 2008.
De soortnaam arnholdi werd gekozen ter ere van de Amerikaan Henry Arnhold, die zich samen met de Conservation International inzette voor het welzijn van de plaatselijke bevolking rond biodiversiteitshotspots.

## Beschrijving
Microcebus arnholdi is een muismaki van gemiddelde grote. Een volwassen exemplaar weegt gemiddeld ongeveer 50 gram, maar dit gewicht schommelt afhankelijk van het seizoen. Het heeft een gemiddelde kop-romplengte van 8,1 centimeter en een gemiddelde staartlengte van 12,9 centimeter.
De vacht is aan de bovenzijde donkerbruin, rood en grijs, met een donkerbruine streep die over de rug loopt tot het begin van de staart. Het uiteinde van de staart is donkerder gekleurd. Aan de onderzijde is 'Microcebus arnholdi wit tot crèmekleurig. Door de vacht is de grijze ondervacht te zien. De kop is rood met donkerbruin op de snuit en rond de ogen. De neusbrug is witgekleurd tot het begin van de snuit.

## Verspreiding en leefgebied
Exemplaren van Microcebus arnholdi zijn aangetroffen in de nevelwouden van het nationaal park Montagne d'Ambre en het naastliggend Montagne d'Ambre-reservaat, gelegen ten noordwesten van de rivier Irodo in Madagaskars noordelijkste regio Diana. De oppervlakte van het leefgebied wordt geschat op minder dan 160 km². In het zuiden wordt het verspreidingsgebied van Microcebus arnholdi begrensd met die van M. tavaratra.

### Bedreiging en conservatie
Het voortbestaan van Microcebus arnholdi wordt bedreigd door de jacht en door vermindering van leefgebied. Bossen worden hier gekapt of verbrand om plaats te maken voor landbouwgrond. De soort is daarom opgenomen als 'kwetsbaar' op de Rode Lijst van de IUCN.